# Gentiana taliensis
Gentiana taliensis är en gentianaväxtart som beskrevs av Isaac Bayley Balfour och Forrest. Gentiana taliensis ingår i släktet gentianor, och familjen gentianaväxter. Inga underarter finns listade i Catalogue of Life.